# Caterina di Hohenlohe-Waldenburg-Schillingsfürst
Caterina Guglielmina Maria Giuseppa di Hohenlohe-Waldenburg-Schillingsfürst (Stoccarda, 19 gennaio 1817 – Friburgo in Brisgovia, 15 febbraio 1893) fu principessa consorte di Hohenzollern-Sigmaringen e la fondatrice dell'Monastero di Beuron dopo la secolarizzazione.

## Biografia
Era figlia del principe Carlo Alberto III di Hohenlohe-Waldenburg-Schillingsfürst (1776-1843) e della sua seconda moglie, Leopoldina di Fürstenberg (1791-1844). Dopo la separazione dei genitori visse con la madre a Donaueschingen. La sua educazione fu di tipo liberale e poco religiosa.
Nel 1838 sposò il conte Franz Erwin von Ingelheim: vedova nel 1845, nel 1848 sposò a Kupferzell il principe Carlo di Hohenzollern-Sigmaringen.
Dopo la morte del secondo marito (1853), sostenne i fratelli Mauro e Placido Wolter nella loro opera di restaurazione del monachesimo benedettino in Germania e finanziò la fondazione dell'abbazia e della congregazione di Beuron.

## Ascendenza
|                                                              |                              |                                                       | Genitori                                                  |  |  | Nonni |  |  | Bisnonni                                                   |  |  | Trisnonni                                                 |  |
|                                                              |                              |                                                       |                                                           |  |  |       |  |  | 8. Karl Albrecht I zu Hohenlohe-Waldenburg-Schillingsfürst |  |  | 16. Philipp Ernst zu Hohenlohe-Waldenburg-Schillingsfürst |  |
|                                                              |                              |                                                       |                                                           |  |  |       |  |  | 8. Karl Albrecht I zu Hohenlohe-Waldenburg-Schillingsfürst |  |  | 16. Philipp Ernst zu Hohenlohe-Waldenburg-Schillingsfürst |  |
|                                                              |                              | 17. Franziska Barbara zu Welz-Wilmersdorf             |                                                           |  |  |       |  |  | 8. Karl Albrecht I zu Hohenlohe-Waldenburg-Schillingsfürst |  |  |                                                           |  |
| 4. Karl Albrecht II zu Hohenlohe-Waldenburg-Schillingsfürst  |                              |                                                       |                                                           |  |  |       |  |  | 8. Karl Albrecht I zu Hohenlohe-Waldenburg-Schillingsfürst |  |  |                                                           |  |
|                                                              |                              | 9. Sophie Wilhelmine zu Löwenstein-Wertheim-Rochefort | 18. Dominik Marquard zu Löwenstein-Wertheim-Rochefort     |  |  |       |  |  |                                                            |  |  |                                                           |  |
|                                                              |                              | 9. Sophie Wilhelmine zu Löwenstein-Wertheim-Rochefort | 18. Dominik Marquard zu Löwenstein-Wertheim-Rochefort     |  |  |       |  |  |                                                            |  |  |                                                           |  |
|                                                              |                              | 9. Sophie Wilhelmine zu Löwenstein-Wertheim-Rochefort | 19. Christine von Hesse-Rheinfels-Rotenburg               |  |  |       |  |  |                                                            |  |  |                                                           |  |
| 2. Karl Albrecht III zu Hohenlohe-Waldenburg-Schillingsfürst |                              | 9. Sophie Wilhelmine zu Löwenstein-Wertheim-Rochefort |                                                           |  |  |       |  |  |                                                            |  |  |                                                           |  |
|                                                              |                              | 10. Johann Kazimir Reviczky de Revisnye               | 20. András Reviczky de Revisnye                           |  |  |       |  |  |                                                            |  |  |                                                           |  |
|                                                              |                              | 10. Johann Kazimir Reviczky de Revisnye               | 20. András Reviczky de Revisnye                           |  |  |       |  |  |                                                            |  |  |                                                           |  |
|                                                              |                              | 10. Johann Kazimir Reviczky de Revisnye               | 21. Julianna Nedeczky de Nedecze                          |  |  |       |  |  |                                                            |  |  |                                                           |  |
| 5. Judith Reviczky de Revisnye                               |                              | 10. Johann Kazimir Reviczky de Revisnye               |                                                           |  |  |       |  |  |                                                            |  |  |                                                           |  |
|                                                              |                              | 11. Rosalie Perényi de Perény                         | 22. Adám Perényi de Perény                                |  |  |       |  |  |                                                            |  |  |                                                           |  |
|                                                              |                              | 11. Rosalie Perényi de Perény                         | 22. Adám Perényi de Perény                                |  |  |       |  |  |                                                            |  |  |                                                           |  |
|                                                              |                              | 11. Rosalie Perényi de Perény                         | 23. Erzsébet Fráter                                       |  |  |       |  |  |                                                            |  |  |                                                           |  |
| 1. Katharina zu Hohenlohe-Waldenburg-Schillingsfürst         |                              | 11. Rosalie Perényi de Perény                         |                                                           |  |  |       |  |  |                                                            |  |  |                                                           |  |
|                                                              | 12. Karl Egon zu Fürstenberg | 24. Joseph Wilhelm Ernst zu Fürstenberg-Stühlingen    |                                                           |  |  |       |  |  |                                                            |  |  |                                                           |  |
|                                                              | 12. Karl Egon zu Fürstenberg | 24. Joseph Wilhelm Ernst zu Fürstenberg-Stühlingen    |                                                           |  |  |       |  |  |                                                            |  |  |                                                           |  |
|                                                              | 12. Karl Egon zu Fürstenberg | 25. Maria Anna von Waldstein                          |                                                           |  |  |       |  |  |                                                            |  |  |                                                           |  |
| 6. Karl Aloys zu Fürstenberg                                 | 12. Karl Egon zu Fürstenberg |                                                       |                                                           |  |  |       |  |  |                                                            |  |  |                                                           |  |
|                                                              |                              | 13. Maria Josepha von Sternberg                       | 26. Franz Philipp von Sternberg                           |  |  |       |  |  |                                                            |  |  |                                                           |  |
|                                                              |                              | 13. Maria Josepha von Sternberg                       | 26. Franz Philipp von Sternberg                           |  |  |       |  |  |                                                            |  |  |                                                           |  |
|                                                              |                              | 13. Maria Josepha von Sternberg                       | 27. Leopoldine von Starhemberg                            |  |  |       |  |  |                                                            |  |  |                                                           |  |
| 3. Leopoldine zu Fürstenberg                                 |                              | 13. Maria Josepha von Sternberg                       |                                                           |  |  |       |  |  |                                                            |  |  |                                                           |  |
|                                                              |                              | 14. Alexander Ferdinand von Thurn und Taxis           | 28. Anselm Franz von Thurn und Taxis                      |  |  |       |  |  |                                                            |  |  |                                                           |  |
|                                                              |                              | 14. Alexander Ferdinand von Thurn und Taxis           | 28. Anselm Franz von Thurn und Taxis                      |  |  |       |  |  |                                                            |  |  |                                                           |  |
|                                                              |                              | 14. Alexander Ferdinand von Thurn und Taxis           | 29. Maria Ludovika Anna von Lobkowicz                     |  |  |       |  |  |                                                            |  |  |                                                           |  |
| 7. Maria Elisabeth von Thurn und Taxis                       |                              | 14. Alexander Ferdinand von Thurn und Taxis           |                                                           |  |  |       |  |  |                                                            |  |  |                                                           |  |
|                                                              |                              | 15. Marie Henriette zu Fürstenberg                    | 30. Joseph Wilhelm Ernst zu Fürstenberg-Stühlingen (= 24) |  |  |       |  |  |                                                            |  |  |                                                           |  |
|                                                              |                              | 15. Marie Henriette zu Fürstenberg                    | 30. Joseph Wilhelm Ernst zu Fürstenberg-Stühlingen (= 24) |  |  |       |  |  |                                                            |  |  |                                                           |  |
|                                                              |                              | 15. Marie Henriette zu Fürstenberg                    | 31. Maria Anna von Waldstein (= 25)                       |  |  |       |  |  |                                                            |  |  |                                                           |  |
|                                                              |                              | 15. Marie Henriette zu Fürstenberg                    |                                                           |  |  |       |  |  |                                                            |  |  |                                                           |  |